# Raffaelle Bertucci
 (juillet 2025).
Pour les articles homonymes, voir Famille Bertucci et Bertucci.
Raffaele Bertucci né à Faenza vers 1496-1501 est un peintre italien.

## Biographie
Raffaele Bertucci est un des fils de Giovanni Battista Bertucci il Vecchio, chef de file d'une famille d'artistes italiens.

## Œuvres
Les œuvres de Raffaele Bertucci ne sont pas identifiées.